# Фердинанд Райх
Фердина́нд Райх (нім. Ferdinand Reich; 19 лютого 1799, Бернбург — 27 квітня 1882, Фрайберг) — німецький фізик та хімік.
Народився 19 лютого 1799 року у Бернбурзі. Навчався в Лейпцизькому університеті та Фрайберзькій гірничій академії, стажувався в Ґеттінгенському університеті у Фрідріха Штромеєра.
З 1824 року обіймав посаду професора фізики гірничій академії Фрайберга. Помер 27 квітня 1882 року у Фрайберзі.

## Наукова робота
Основні хімічні дослідження Райха присвячені вивченню складу поліметалічних руд. У 1863 році зі зразка цинкової обманки Райх (спільно з Теодором Ріхтером) виділив сульфід невідомого металу. При спектроскопічному дослідженні сполуки була помічена яскрава смуга синього кольору, яка відповідала цьому металу. На честь кольору індиго відкритий Райхом елемент отримав назву «Індій».
В галузі фізики Райх вивчав геомагнетизм та ефекти, пов'язані з обертанням Землі. Зокрема, у фрайберзьких шахтах (глибиною до 150 метрів) він проводив досліди, вимірюючи відхилення тіл при вільному падінні.

## Цікаві факти
- У Райха був дальтонізм, тому спектроскопічні досліди за нього виконував Т. Ріхтер.